# أوليف أنستي
أوليف إيفا أنستي (بالإنجليزية: Olive Eva Anstey)‏ هي عاملة بإحدى المستشفيات الأسترالية وحاصلة على رتبة الإمبراطورية البريطانية. وُلدت أوليف في 9 أغسطس 1920 وتُوفيت في 18 أغسطس 1983.
وُلدت أوليف في فريمانتل لتيرينس إدوين أنستي، وإيفا أني، وانتقلت عائلتها إلى سيدني عندما كان عمرها ثمانية عشر شهرًا. عادت إلى أستراليا الغربية في عام 1934، وتعلم والكتابة والاختصارات الكتابية في كلية بيرث التقنية قبل بدء العمل في مصنع لتصنيع الصناديق في عام 1935 وهي بسن الخامسة عشر مُواصلةً دراستها في الليل. وبدأت بالتدريب لتكون ممرضة في مستشفى رويال بيرث في عام 1941، على الرغم من رفض عائلتها التي نظرت إلى التمريض بأنه نوع من أنواع العبودية. اجتازت امتحاناتها النهائية في عام 1944، وفازت بالانتخابات للمجلس المحلي للرابطة الممرضات المدرسيات الأسترالية. قامت بحملة في عام 1946 من أجل تعزيز أجور وأحوال الممرضات قبل العودة إلى سيدني لدراسة القبالة، وأدارت مستشفى خاص صغير من عام 1947. وحصلت على الزمالة الفخرية لكلية نيو ساوث ويلز للتمريض في عام 1949 قبل أن تنتقل إلى جنوب أستراليا كممرضة صحة مجتمع.
عادت أوليف إلى بيرث في عام 1953 للعمل في عيادة بيرث للأمراض الصدرية، وعُيّنت في مستشفى الصدر الجديد في مايو 1958 بعد دراسة إدارة التمريض في كلية التمريض بأستراليا في ملبورن. تغير اسم المستشفى إلى مستشفى السير تسارلز جريندر وتمكنت أنستي من تحديد مسؤولياتها في صحة المجتمع. وفي عام 1958 انتُخبت عضوًا في فرع أستراليا الغربية التابع لاتحاد التمريض الأسترالي، والذي ترأسته من عام 1962 إلى عام 1966. كما عملت أوليف كعضو في مجلس كلية التمريض بأستراليا من عام 1964 إلى عام 1971. وترأست اتحاد التمريض الأسترالي من عام 1971 إلى عام 1975. وترأست المجلس الدولي للممرضات من عام 1977 حتى عام 1981.
كانت أوليف طوال مسيرتها المهنية من المُنادين بتوفير ظروف عمل أفضل ورفع أجور الممرضات، والعمل في لجان مختلفة بهدف الحصول على اعتراف بالتمريض كمهنة.
تقاعدت أوليف في عام 1981. وحصلت على رتبة الإمبراطورية البريطانية في عام 1982. ماتت فجأة في في ليلة 18-19 أغسطس عام 1983 في شولووتر، ودُفنت في مقبرة كاركاتا. تُكرّم ذكراها من قِبَل مجموعة سكنية للممرضات الطلابية في مستشفى السير تشارلز جايردنر. كما أُنشيء صندوق تمويل أوليف أنستي بعد وقت قصير من وفاتها.